# Vera Skoronel
Vera Skoronel (eigentl. Vera Lämmel; * 28. Mai 1906 in Zürich; † 24. März 1932 in Berlin) war eine deutsche Tänzerin, Choreographin und Tanzpädagogin.

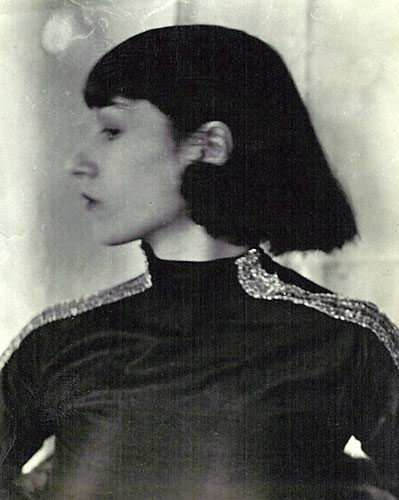
Vera Skoronel, frühe 1920er-Jahre

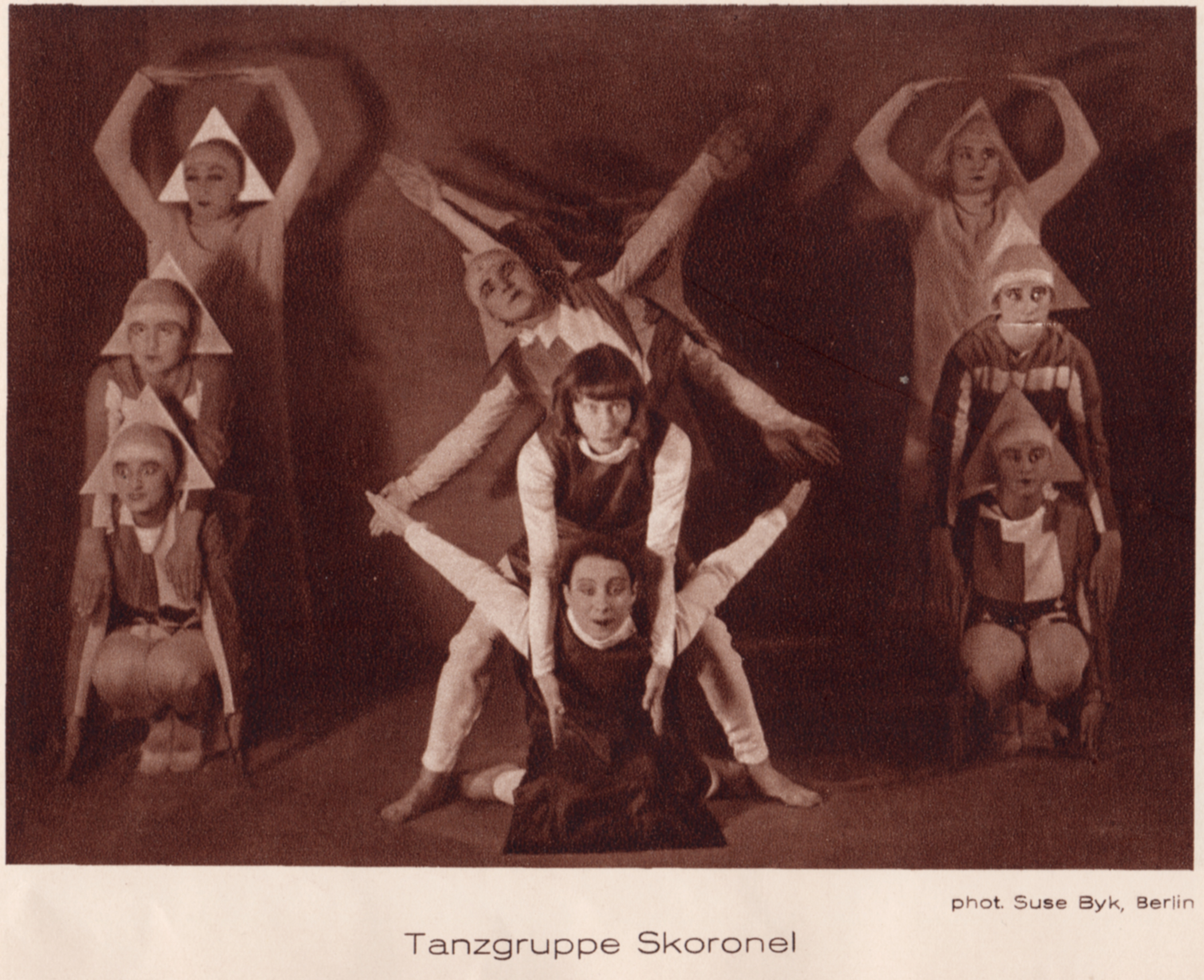
Tanztruppe Skoronel, Foto: Suse Byk, Berlin, 1920er-Jahre

## Kindheit und Ausbildung
Ihr aus Wien stammender Vater Rudolf Lämmel war ein promovierter Reformpädagoge und Autor etlicher populärwissenschaftlicher Schriften, u. a. über die Relativitätstheorie seines Mitstudenten Albert Einstein (1921) und über den modernen Tanz (1928). Veras Mutter Sonja war die Tochter von Paul Axelrod, einem namhaften Ideologen der Menschewiki. Veras späterer Künstlername „Skoronel“ ist eine kindliche Wortprägung: Sie hatte sich laut Auskunft ihres älteren Bruders Boris als kleines Mädchen wiederholt flink in der Wohnung umherbewegt, als ein russischer Verwandter dies mit „Vera skoro, schnell“ kommentierte, was sie zu ihrem „Kindernamen“ Vera Skoronel zusammenzog.
Ihre tänzerische Ausbildung erhielt Vera Skoronel vor allem ab 1919 in der Zürcher Laban-Schule bei Suzanne Perrottet und Katja Wulff (auch Käthe genannt), dann 1921 drei Monate lang in der Loheland-Schule und schließlich bei Mary Wigman in Dresden.

## Künstlerisches Wirken
Im Alter von nur 18 Jahren übernahm Skoronel 1924 die Tanzleitung der Vereinigten Bühnen in Oberhausen, Hamborn und Gladbeck und damit eine der ersten vom Opern- und Operettenbetrieb unabhängigen, nur dem modernen Tanz verpflichteten Tanzgruppen an deutschen Theatern. Dort erzielte sie mit Tanzwerken wie ‚Das böse Quadrat’ große Erfolge. Nach kurzer Tätigkeit als Tanzleiterin am Darmstädter Theater in der Spielzeit 1925/26 führte sie bis zu ihrem Tod gemeinsam mit ihrer Freundin Berthe Trümpy (1895–1983) in Berlin eine Schule für modernen Tanz, vom Gebäude (Architekt: Alfred Gellhorn) und der Tanztechnik her die modernste ihrer Art. Sie hatte u. a. mit ihrem Auftritt beim Magdeburger Tänzerkongress 1927 bahnbrechenden Erfolg als Solistin und leitete mehrmals eine eigene freie Tanzgruppe, deren Aufführungen stets Aufsehen erregten.
Lämmel sieht in Vera Skoronel vor allem „die bedeutendste Tanzdichterin, die aus der Wigmanschule hervorgegangen ist.“ (S. 160). Für die Weiterentwicklung der Techniken des modernen Tanzes ist sie ebenfalls von großer Bedeutung, wie beispielsweise Unterrichtsbeobachtungen Lämmels (Mai 1926) zum Thema der Armführung verdeutlichen: „Der Arm wurde bis jetzt nur aus dem Körperzentrum heraus bewegt. (Die Labanschwünge bauen sich auf Gesetzen auf, die auch bei völliger Ruhestellung des Körpers eine Funktion aus dem Körperschwung heraus bedingen.) Der Arm wird [bei V.S.] als selbständiges, vom Körper unabhängiges Glied bewegt, braucht nicht dem Körperschwung zu folgen, vermag sogar in klaren Gegenrhythmen sich zu behaupten.“ (S. 163f.). Hier ist also Mitte der 1920er-Jahre bereits eine Polyzentrik und Isolationstechnik zur Anwendung gekommen, wie sie sonst erst deutlich später durch den Jazz Dance in den modernen Tanz einfloss.
Vera Skoronel, die nach Aussage von Yvonne Georgi (mit der sie sich in der Zeit der Dresdner Ausbildung ein Zimmer teilte) während der Inflation – als Alkohol schwer zu besorgen war – auch deren Parfüm getrunken hat, starb im Alter von nur 25 Jahren an einer Blutkrankheit. Zu ihren Schülerinnen gehörten neben vielen anderen Hanna Berger, Ilse Meudtner und Lisa Czóbel (die nach Skoronels Tod in das Ensemble von Kurt Jooss wechselte und in der Uraufführung vom ‚Grünen Tisch’ tanzte). Hanna Bergers Freund und späterer Ehemann, der Bildhauer Fritz Cremer, nahm auf dem Totenbett einen Abdruck von Vera Skoronels rechter Hand ab. Eine Porträtbüste von Milly Steger und ein Gemälde von Julie Wolfthorn sind verschollen. Ein Teilnachlass von Vera Skoronel befindet sich im Deutschen Tanzarchiv Köln, weiterer Nachlass ist bisher für die Öffentlichkeit unzugänglich. Das 1984 von Judith Kuckart in West-Berlin gegründete Tanztheater Skoronel benannte sich nach Skoronel.
Vera Skoronel wurde auf dem Friedhof Wilmersdorf beigesetzt.

## Veröffentlichungen
- Berthe Trümpy, Vera Skoronel: Schriften und Dokumente, [Beiträge zur Tanzkultur, Bd. 5], Wilhelmshaven 2005.
- Mary Wigmans Führertum, in: Deutsche Tanz-Gemeinschaft, 2. Jg., 1930, H. 2, S. 4–6.
- Mary Wigmans Kompositionsstil, in: Schrifttanz, 3, 1930.
- Laban, in: Singchor und Tanz, 14, 1929.